# Johannes Steinberg

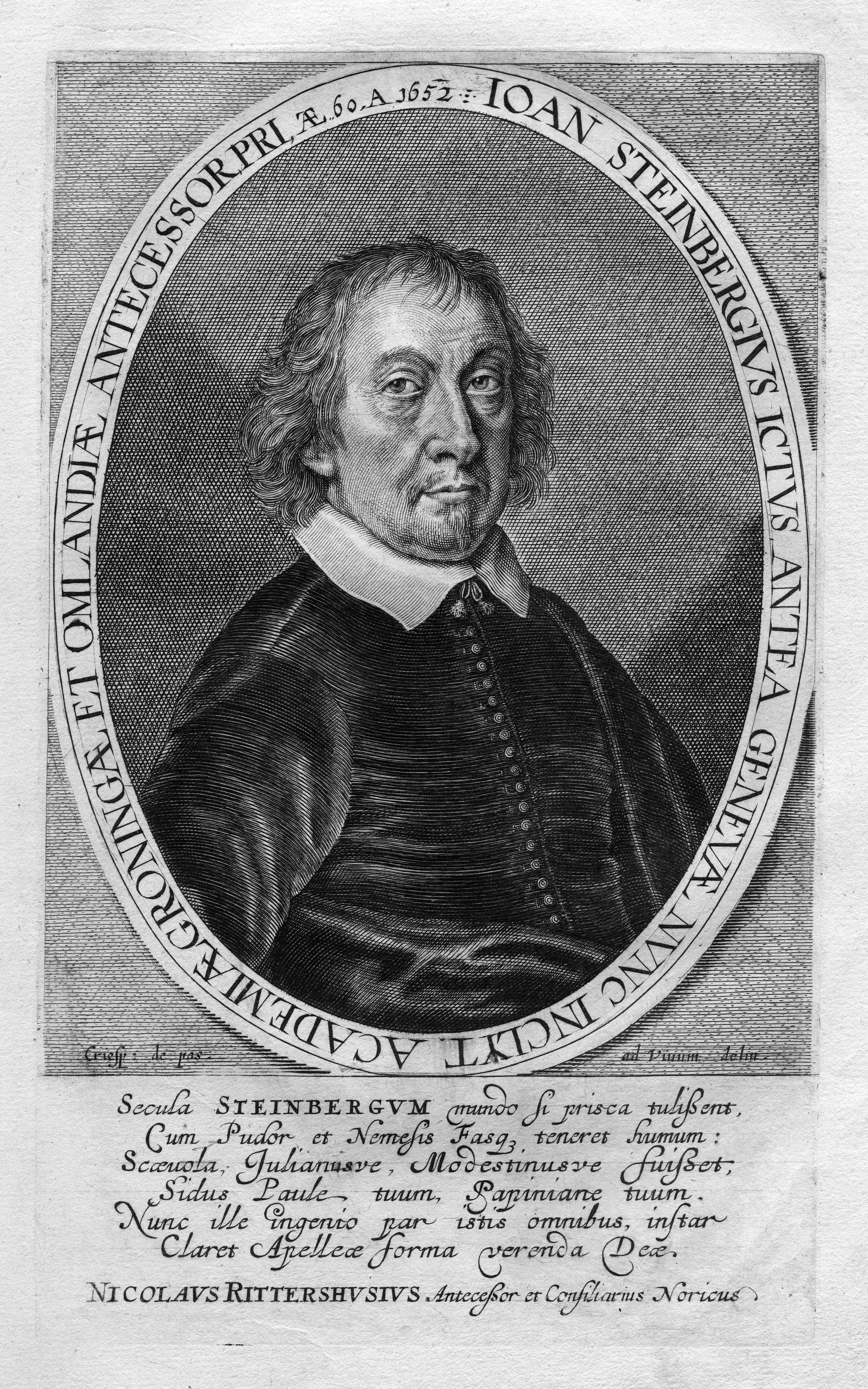
Johann Steinberg im Jahr 1652

Johann Steinberg, auch Johannes Steinberg (* 13. Januar 1592 in Görlitz; †  23. Oktober 1653 in Groningen), war ein deutscher Juraprofessor.

## Leben
Johannes Steinberg war ein Sohn des Görlitzer Bürgermeisters Melchior Steinberg. Er ging in Görlitz zur Schule, der Rektor Caspar Dornau war sein Lehrer.
In seiner Jugend ging Steinberg auf die „vornehmsten Academien“ und studierte im Anschluss Jura in Wittenberg und Heidelberg. Er wurde Professor in Genf, wohin er sich nach Ausbruch des Dreißigjährigen Krieges begeben hatte. Nach „mehrere[n] Jahre[n]“ in Genf wurde er in Groningen Antecessor primarius, ein Professor mit dem Recht, bei öffentlichen Anlässen vor anderen Professoren voranzuschreiten.
Im Jahr 1641 vermittelte Bernhard Wilhelm Nüßler Johann Kunsch an Johann Steinberg, um bei ihm zu studieren. Steinberg schickte ihn aber weiter zu Nicolaus Vedel (Vedelius; † 1642), Professor der Theologie in Franeker, und unterrichtete Vedels Söhne. Später rief er ihn wieder zurück.
Eckard Lefèvre nannte Steinberg bedeutend, der reformierte Theologe Christoph Wittich, ein Klassenkamerad Steinbergs Sohnes Johann Melchior Steinberg, bezeichnete ihn als „Patron und Förderer“.
Steinberg starb im Oktober 1653, Jacob Balde schrieb ihm den Nachruf Oratio funebris in obitum Joannis Steenbergii in Academia Groningana Antecessoris primarii.

## Schriften (Auswahl)
- Series cum summariis titulorum in Digestorum et Codicis contentorum, simulque disp. de interpretatione et fictione juris. Groningen 1641. (Online)